# Spallanzania sillemi
Spallanzania sillemi är en tvåvingeart som först beskrevs av Baranov 1935.  Spallanzania sillemi ingår i släktet Spallanzania och familjen parasitflugor. Inga underarter finns listade i Catalogue of Life.